# 林德冰川 (葛拉漢地)
65°23′S 64°1′W / 65.383°S 64.017°W

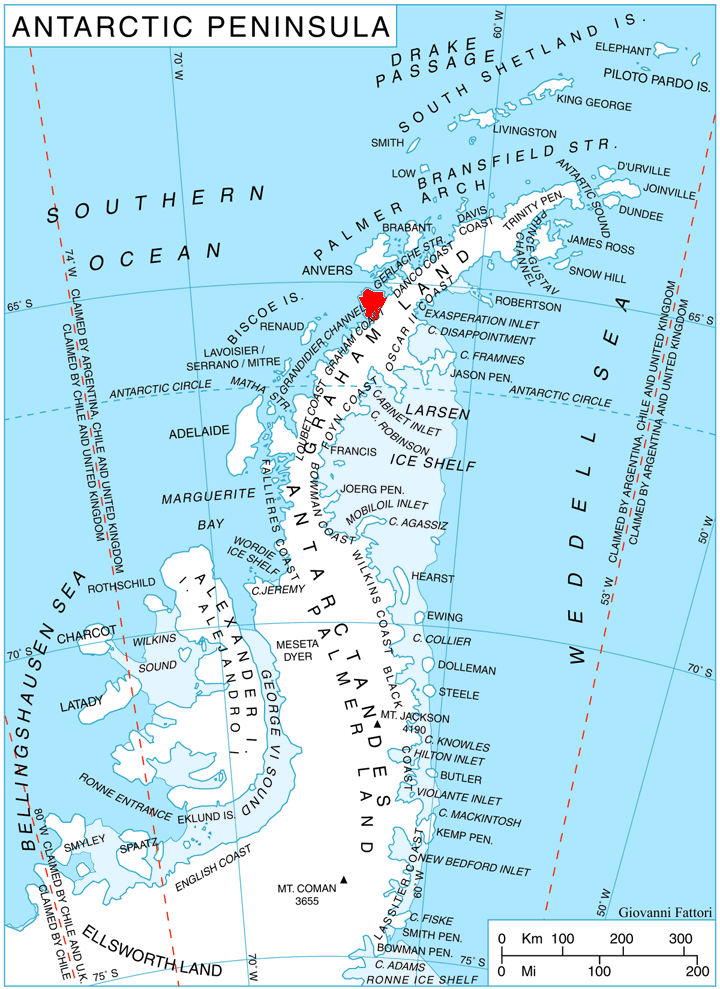

林德冰川（Lind Glacier），是南極洲的冰川，位於葛拉漢地的基輔半島西岸，流經阿倫卡爾峰，最終注入科林斯灣南部，由讓-巴蒂斯特·夏古率領的法國探險隊發現和測量，現時由南極條約體系管理。